# Hraniční přechod Petrovice–Bahratal
Hraniční přechod Petrovice–Bahratal (německy Grenzübergang Bahratal–Petrovice) je bývalý silniční hraniční přechod, který se nachází na česko-německé státní hranici na hraničním úseku IX/1–IX/2 mezi českou obcí Petrovice (okres Ústí nad Labem, Ústecký kraj) a německou bývalou obcí Bahratal (část města Bad Gottleuba-Berggießhübel, zemský okres Saské Švýcarsko-Východní Krušné hory, spolková země Sasko). Přechod leží v nadmořské výšce 442 m n. m. na silnici II/248; za hranicí pokračuje německá silnice S173. Před zrušením byl určen pro pěší, cyklisty, motocykly, osobní automobily a autobusy.
Hraniční přechod byl zrušen při vstupu České republiky do Schengenského prostoru v roce 2007. V případě dočasného znovuzavedení ochrany vnitřních hranic je provoz na hraničním přechodu upraven Sdělením Ministerstva vnitra č. 395/2021 Sb.

## Další informace
Hraniční přechod leží na přemostění Hraničního potoka, který je levostranným přítokem Petrovického potoka.